# (3064) Zimmer
(3064) Zimmer (1984 BB1) – planetoida z grupy pasa głównego asteroid okrążająca Słońce w ciągu 3,85 lat w średniej odległości 2,46 j.a. Odkryta 28 stycznia 1984 roku.